# Joseph Nehama
Joseph Nehama (né en 1881 à Thessalonique et décédé dans cette même ville le 29 octobre 1971) est un homme d'affaires, enseignant et historien juif salonicien. Il a écrit plusieurs ouvrages consacrés à l'histoire de la communauté juive de cette ville et à la culture judéo-espagnole.

## Biographie

### Jeunesse et activités avant-guerre
Joseph Nehama est issu d'une famille sépharade aisée. Il effectue ses études à l'Alliance israélite universelle et les poursuit à Paris au sein de l’École normale israélite orientale. Cette éducation en français fera de lui un francophile convaincu. De retour à Salonique, il y devient professeur dans une école de l'Alliance puis directeur en 1910. En 1920 il devient membre du comité central de l'A.I.U. 
Joseph Nehama opte pour la nationalité espagnole lorsque Salonique devient grecque en 1912. Il se marie avec Méry Ezratty, ils ont une fille unique Nora, née le 18 août 1915, qui, installée aux États-Unis, a fondé l'Alliance universelle d'Atlanta en 1963. 
Parallèlement à ses activités d'éducateur, il est aussi homme d'affaires. Il fonde avec son frère Albert la Banque Union de Salonique en 1926.
Ecrivain prolixe, il est l'auteur de deux livres sur le négoce intitulés Las Leyes del comercio et Los usos del comercio, un ouvrage sur l'hygiène domestique publié à 10000 exemplaires en 1908; une traduction en judéo-espagnol de L'Avare de Molière. Il publie aussi sous le pseudonyme de Yachar, « droit » en hébreu, des centaines d'articles en judéo-espagnol et en français dans la presse locale. Il écrit même épisodiquement dans le Mercure de France. Il publie de 1935 à 1959, L'Histoire des Israélites de Salonique, son opus magnum en sept volumes.
Ses affaires lui permettent de financer des travaux de recherche sur l'histoire locale des Juifs. C'est ce qui permet au rabbin Michaël Molho de se lancer dans une vaste étude épigraphique du cimetière de Salonique menacé par les projets de rénovation urbaine de la municipalité.

### Seconde Guerre mondiale
Lorsque la Seconde Guerre mondiale éclate et que les Allemands envahissent Thessalonique, Joseph Nehama et sa famille se réfugient à Athènes alors en zone italienne. Quand les Allemands prennent ensuite le contrôle d'Athènes, Joseph Nehama et les siens sont arrêtés et envoyés en déportation. Leur nationalité espagnole, un État neutre, leur permet de bénéficier d'un traitement relativement moins dur que celui de leurs coreligionnaires grecs. Ils sont envoyés au camp de concentration de Bergen Belsen, échappant ainsi à l'extermination. À Bergen Belsen, Nehama donne à ses codétenus des conférences sur le judaïsme, l'histoire universelle, le dessin industriel.

### Après-guerre
Lorsqu'il retourne à Thessalonique à la fin de la guerre, Joseph Nehama est ruiné, par ailleurs il a perdu sa riche bibliothèque spoliée par les Allemands. Il rédige avec Michaël Molho In memoriam: Hommage aux victimes juives des Nazis en Grèce publié en 1947. L'ouvrage documente la destruction de la communauté juive pendant la guerre.
Il consacre les quinze dernières années de sa vie à la rédaction d'un dictionnaire judéo-espagnol/français. Il désire ainsi collectionner un patrimoine mourant après la Shoah. Joseph Nehama décède le 29 octobre 1971, sans avoir pu achever son dictionnaire. Le travail d'édition est poursuivi par l’Institut Arias Montano (es) de Madrid qui le publie en 1977.

## Ouvrages publiés
- (sous le pseudonyme P. Risal) La ville convoitée : Salonique, Paris, Perrin et cie, 1918
- Histoire des Israélites de Salonique
  - volume I, « la communauté romaniote. Les Sefaradis et leur dispersion », 1935
  - volume II, « La communauté séfaradite (1492-1536). Période d'installation  », 1935
  - volume III et IV, « L'âge d'or du séfaradisme salonicien, 1536-1593 », 193§
  - volume V, « Période de stagnation-La tourmente sabbatéenne (1593-1669) », 1959
  - volume VI et VII, 1978
- (avec Michaël Molho) In memoriam : Hommage aux victimes juives des Nazis en Grèce, Communauté israélite de Thessalonique, 1973 (1re éd. 1949)
- Les Médecins juifs à Salonique, 1951
- Dictionnaire du judéo-espagnol (avec la collaboration de Jesús Cantera).
  - Première édition : Instituto Benito Arias Montano, Madrid, 1977, 609 p.,  (ISBN 84-00-03613-1), (BNF 35360593).
  - Co-réédition en fac-similé : éditions de « La Lettre sépharade », Gordes, et éditions Langues & Mondes-l'Asiathèque, Paris, 2003, xv−609 p.,  (ISBN 2-915255-08-3), (BNF 39017333).